# Lijst van brutoformules Na-Np
Dit lemma is onderdeel van de lijst van brutoformules en benoemt de brutoformules waarvan het eerste element natrium is.

## Na1
| Brutoformule                         | Gewone formule             | Naam |
| ------------------------------------ | -------------------------- | --- |
| {\displaystyle {\ce {Na}}}           | {\displaystyle {\ce {Na}}} | Natrium ~ Herkenningsreactie ~ in natriumlamp |
| {\displaystyle {\ce {Na}}}-isotopen  | {\displaystyle {\ce {Na}}} | Isotopen van natrium 18Na · 19Na · 20Na · 21Na · 22Na · 23Na · 24Na · 25Na · 26Na · 27Na 28Na · 29Na · 30Na · 31Na · 32Na · 33Na · 34Na · 35Na · 36Na · 37Na |
| {\displaystyle {\ce {Na}}}-mineralen | {\displaystyle {\ce {Na}}} | Natriumhoudend mineraal |

## Na1O
| Brutoformule                   | Gewone formule                  | Naam                                          |
| ------------------------------ | ------------------------------- | --------------------------------------------- |
| {\displaystyle {\ce {NaO2}}}   | {\displaystyle {\ce {NaO2}}}    | natriumsuperoxide ~ als superoxide            |
| {\displaystyle {\ce {NaO3Sb}}} | {\displaystyle {\ce {NaSbO3}}}  | Natriumantimonaat ~ als antimonaat            |
| {\displaystyle {\ce {NaO3V}}}  | {\displaystyle {\ce {NaVO3}}}   | Natriummetavanadaat                           |
| {\displaystyle {\ce {NaO4Re}}} | {\displaystyle {\ce {NasReO4}}} | natriumperrenaat ~ Ook wel: natriumperrhenaat |

## Na2O
| Brutoformule                     | Gewone formule                   | Naam                                                           |
| -------------------------------- | -------------------------------- | -------------------------------------------------------------- |
| {\displaystyle {\ce {Na2O}}}     | {\displaystyle {\ce {Na2O}}}     | Natriumoxide                                                   |
| {\displaystyle {\ce {Na2O2}}}    | {\displaystyle {\ce {Na2O2}}}    | Natriumperoxide ~ in synthese telluurzuur                      |
| {\displaystyle {\ce {Na2O2Zn}}}  | {\displaystyle {\ce {Na2ZnO2}}}  | Natriumzinkaat                                                 |
| {\displaystyle {\ce {Na2O3S}}}   | {\displaystyle {\ce {Na2SO3}}}   | Natriumsulfiet                                                 |
| {\displaystyle {\ce {Na2O3S2}}}  | {\displaystyle {\ce {Na2S2O3}}}  | Natriumthiosulfaat                                             |
| {\displaystyle {\ce {Na2O3Se}}}  | {\displaystyle {\ce {Na2SeO3}}}  | Natriumseleniet                                                |
| {\displaystyle {\ce {Na2O3Si}}}  | {\displaystyle {\ce {Na2SiO3}}}  | Natriumsilicaat                                                |
| {\displaystyle {\ce {Na2O3Sn}}}  | {\displaystyle {\ce {Na2SnO3}}}  | Natriumstannaat ~ uit Tin(IV)oxide                             |
| {\displaystyle {\ce {Na2O3Te}}}  | {\displaystyle {\ce {Na2TeO3}}}  | Natriumtelluriet                                               |
| {\displaystyle {\ce {Na2O4S}}}   | {\displaystyle {\ce {Na2SO4}}}   | Natriumsulfaat ~ Ook wel: E514; Glauberzout; Trona; Thenardiet |
| {\displaystyle {\ce {Na2O4S2}}}  | {\displaystyle {\ce {Na2S2O4}}}  | Natriumdithioniet                                              |
| {\displaystyle {\ce {Na2O4Se}}}  | {\displaystyle {\ce {Na2SeO4}}}  | Natriumselenaat                                                |
| {\displaystyle {\ce {Na2O4W}}}   | {\displaystyle {\ce {Na2WO4}}}   | Natriumwolframaat                                              |
| {\displaystyle {\ce {Na2O5S2}}}  | {\displaystyle {\ce {Na2S2O5}}}  | Natriummetabisulfiet                                           |
| {\displaystyle {\ce {Na2O7Ti3}}} | {\displaystyle {\ce {Na2Ti3O7}}} | Natriummetatitanaat                                            |
| {\displaystyle {\ce {Na2O7U2}}}  | {\displaystyle {\ce {Na2U2O7}}}  | Natriumdiuranaat                                               |
| {\displaystyle {\ce {Na2O8S2}}}  | {\displaystyle {\ce {Na2S2O8}}}  | Natriumpersulfaat                                              |

## Na2S
| Brutoformule                  | Gewone formule                | Naam                                  |
| ----------------------------- | ----------------------------- | ------------------------------------- |
| {\displaystyle {\ce {Na2S}}}  | {\displaystyle {\ce {Na2S}}}  | Natriumsulfide                        |
| {\displaystyle {\ce {Na2S5}}} | {\displaystyle {\ce {Na2S5}}} | Natriumpentasulfide ~ als polysulfide |
| {\displaystyle {\ce {Na2Se}}} | {\displaystyle {\ce {Na2Se}}} | Natriumselenide                       |
| {\displaystyle {\ce {Na2Te}}} | {\displaystyle {\ce {Na2Te}}} | Natriumtelluride                      |

## Na3
| Brutoformule                     | Gewone formule                   | Naam                         |
| -------------------------------- | -------------------------------- | ---------------------------- |
| {\displaystyle {\ce {Na3O4Sb}}}  | {\displaystyle {\ce {Na3SbO4}}}  | natriumantimonaat            |
| {\displaystyle {\ce {Na3P}}}     | {\displaystyle {\ce {Na3P}}}     | natriumfosfide ~ als fosfide |
| {\displaystyle {\ce {Na3O4V}}}   | {\displaystyle {\ce {Na3VO4}}}   | Natriumorthovanadaat         |
| {\displaystyle {\ce {Na4O7P2}}}  | {\displaystyle {\ce {Na4P2O7}}}  | Tetranatriumdifosfaat        |
| {\displaystyle {\ce {Na5O10P3}}} | {\displaystyle {\ce {Na5P3O10}}} | Pentanatriumtrifosfaat       |

## Nd
| Brutoformule                         | Gewone formule                | Naam |
| ------------------------------------ | ----------------------------- | --- |
| {\displaystyle {\ce {Nd}}}           | {\displaystyle {\ce {Nd}}}    | Neodymium |
| {\displaystyle {\ce {Nd}}}-isotopen  | {\displaystyle {\ce {Nd}}}    | Isotopen van neodymium 124Nd · 125Nd · 126Nd · 127Nd · 128Nd · 129Nd · 130Nd · 131Nd · 132Nd · 133Nd 134Nd · 135Nd · 136Nd · 137Nd · 138Nd · 139Nd · 140Nd · 141Nd · 142Nd · 143Nd 144Nd · 145Nd · 146Nd · 147Nd · 148Nd · 149Nd · 150Nd · 151Nd · 152Nd · 153Nd 154Nd · 155Nd · 156Nd · 157Nd · 158Nd · 159Nd · 160Nd · 161Nd |
| {\displaystyle {\ce {Nd}}}-minera;en | {\displaystyle {\ce {Nd}}}    | Neodymiumhoudend mineraal |
| {\displaystyle {\ce {Nd2O3}}}        | {\displaystyle {\ce {Nd2O3}}} | Neodymium(III)oxide ~ Ook wel: Neodymiumsesquioxide |

## Ni
| Brutoformule                         | Gewone formule                         | Naam |
| ------------------------------------ | -------------------------------------- | --- |
| {\displaystyle {\ce {Ni}}}           | {\displaystyle {\ce {Ni}}}             | Nikkel ~ in de productie van methanol ~ uit nikkoliet ~ in nitinol, nikkel-waterstof-accu, urease, nikkeline, nieuwzilver ~ als parameter in verontreinigingsklasse                                                                  |
| {\displaystyle {\ce {Ni}}}-isotopen  | {\displaystyle {\ce {Ni}}}             | Isotopen van nikkel 48Ni · 49Ni · 50Ni · 51Ni · 52Ni · 53Ni · 54Ni · 55Ni · 56Ni · 57Ni 58Ni · 59Ni · 60Ni · 61Ni · 62Ni · 63Ni · 64Ni · 65Ni · 66Ni · 67Ni 68Ni · 69Ni · 70Ni · 71Ni · 72Ni · 73Ni · 74Ni · 75Ni · 76Ni · 77Ni 78Ni |
| {\displaystyle {\ce {Ni}}}-mineralen | {\displaystyle {\ce {Ni}}}             | Nikkelhoudend mineraal |
| {\displaystyle {\ce {NiO}}}          | {\displaystyle {\ce {NiO}}}            | Nikkel(II)oxide |
| {\displaystyle {\ce {NiO2}}}         | {\displaystyle {\ce {NiO2}}}           | Nikkel(IV)oxide ~ vorm van nikkeloxide |
| {\displaystyle {\ce {NiO4S}}}        | {\displaystyle {\ce {NiSO4}}}          | Nikkel(II)sulfaat ~ in Europese standaardreeks ~ in bereiding nikkel(II)oxide |
| {\displaystyle {\ce {NiS}}}          | {\displaystyle {\ce {NiS}}}            | Nikkel(II)sulfide ~ nikkel(II)sulfide als carcinogeen |
| {\displaystyle {\ce {NiS8}}}         | {\displaystyle {\ce {[Ni(S4)2]^{2-}}}} | bis(tetrasulfide)nikkel-dianion ~ als polysulfide |
| {\displaystyle {\ce {Ni2O3}}}        | {\displaystyle {\ce {Ni2O3}}}          | Nikkel(III)oxide ~ vorm van nikkeloxide |
| {\displaystyle {\ce {Ni2P}}}         | {\displaystyle {\ce {Ni2P}}}           | ~ als fosfide |
| {\displaystyle {\ce {Ni3S2}}}        | {\displaystyle {\ce {Ni3S2}}}          | Nikkelsubsulfide |
| {\displaystyle {\ce {Ni12P5}}}       | {\displaystyle {\ce {Ni12P52}}}        | ~ als fosfide |

## No
| Brutoformule                        | Gewone formule             | Naam |
| ----------------------------------- | -------------------------- | --- |
| {\displaystyle {\ce {No}}}          | {\displaystyle {\ce {No}}} | Nobelium |
| {\displaystyle {\ce {No}}}-isotopen | {\displaystyle {\ce {No}}} | Isotopen van nobelium 250No · 251No · 252No · 253No · 254No · 255No · 256No · 257No · 258No · 259No 260No · 260No@ 262No @: isotoop (nog) niet beschreven in de literatuur (december 2021) |

## Np
| Brutoformule                        | Gewone formule             | Naam |
| ----------------------------------- | -------------------------- | --- |
| {\displaystyle {\ce {Np}}}          | {\displaystyle {\ce {Np}}} | Neptunium |
| {\displaystyle {\ce {Np}}}-isotopen | {\displaystyle {\ce {Np}}} | Isotopen van neptunium 225Np · 226Np · 227Np · 228Np · 229Np · 230Np · 231Np · 232Np · 233Np · 234Np 235Np · 236Np · 237Np · 238Np · 239Np · 240Np · 241Np · 242Np · 243Np · 244Np |